# Emil af Slesvig-Holsten-Sønderborg-Augustenborg
Frederik Carl Emil, prins af Slesvig-Holsten-Sønderborg-Augustenborg (8. marts 1767 – 14. juni 1841 i Leipzig) var prins af Augustenborg og dansk officer.

## Biografi
Søn af hertug Frederik Christian. Han trådte ind i den danske Armé og «blev anset for sin Tids smukkeste Mand i begge de forenede Riger». Da han 29. september 1801 ægtede Sophie Eleonore Frederikke Skeel (Scheel), en datter af den afdøde gehejmestatsminister Jørgen Erik Skeel og hofdame hos hans svigerinde Louise Augusta, måtte han forlade landet, da dette ægteskab ansås for ustandsmæssigt. Han bosatte sig i Leipzig og havde en talrig familie, der nu dog er uddød; han var dr.phil., stod som dansk general og var Ridder af Elefanten. Da hans brodersøn
hertug Christian August 1820 ægtede en grevedatter, anerkendtes også Emils ægteskab som legitimt af kong Frederik VI. Han døde i Leipzig 14. juni 1841, hans hustru (f. 26. december 1778) 18. november 1836.